# L'imbranato
 L'imbranato è un film del 1979 diretto da Pier Francesco Pingitore.

## Trama
Pippo Sperandio è un impiegato di una ditta italiana di elettronica a diretto contatto con il suo capo, il gaudente dottor Maramotti, il quale non perde occasione per avere rapporti con diversi tipi di donne compresa Laura, la sua segretaria. Quando però avrà bisogno di essere sostituito durante una vacanza in Sardegna chiama e manda al suo posto Pippo Sperandio il quale - in qualità di dottor Maramotti - avrà a che fare con una vacanza frenetica tutto sport e festini goliardici, tipica dei villaggi turistici di quegli anni, al quale lui non è abituato.

## Curiosità
- Nella campagna pubblicitaria del film venne messa bene in evidenza un nuovo tipo di racchetta da tennis, lanciata quell'anno, e che viene usata da Pippo Franco nel film, la Fischer Superform: era tra le prime racchette in fibra di vetro e non di legno.
- Giancarlo Magalli interpreta la parte di un capo animatore di un villaggio turistico: il conduttore aveva svolto realmente questo lavoro durante la giovinezza.